# XHTML Basic
XHTML Basic je značkovací jazyk založený na XML navržený pro jednoduchá, především mobilní uživatelská zařízení. Měl by se stát nástupcem WML a C-HTML.
XHTML Basic je podmnožinou XHTML 1.1 definovanou pomocí XHTML Modularizace. Obsahuje omezenou množinu modulů pro strukturu dokumentu, obrázky, formuláře, základní tabulky a podporu objektů. XHTML Basic je vhodný pro mobilní telefony, PDA (Personal Digital Assistant), pagery a set top boxy.
Základní výhodou XHTML Basic před WML a C-HTML je, že stránky formátované pomocí XHTML Basic mohou být zobrazovány jak WWW prohlížeči, tak na přenosných zařízeních. Různá zařízení přitom mohou zobrazovat XHTML Basic stránky odlišně, podle svých schopností. Tím by měla odpadnout nutnost vytvářet zvláštní verzi stránek pro mobilní zařízení.
V roce 2006 byla publikována revize 1.1, která do jazyka přidala šest nových vlastností pro lepší podporu komunity používající malá zařízení.
Původní specifikace byla vydána již v roce 2000. V roce 2006 byla specifikace revidována na verzi 1.1. Do jazyka bylo začleněno šest nových funkcí, aby lépe sloužil komunitě malých zařízení. Poslední nahrazení specifikace držené W3C bylo provedeno v roce 2018.

## DOCTYPE
Dokument musí obsahovat následující Document Type Declaration nebo DOCTYPET, aby byl validován jako XHTML Basic:
<!DOCTYPE html PUBLIC "-//W3C//DTD XHTML Basic 1.1//EN"
"http://www.w3.org/TR/xhtml-basic/xhtml-basic11.dtd">
Následuje ukázka validního a správně strukturovananého („well-formed“) dokumentu v XML Basic:

<?xml version="1.0" encoding="UTF-8"?>
<!DOCTYPE html PUBLIC "-//W3C//DTD XHTML Basic 1.1//EN"
    "http://www.w3.org/TR/xhtml-basic/xhtml-basic11.dtd">
<html xmlns="http://www.w3.org/1999/xhtml" xml:lang="en">
  <head>
    <title>Hello</title>
  </head>
  <body>
    <p>Hello <a href="http://example.org/">world</a>.</p>
  </body>
</html>

Dokument musí být přenášen s MIME typem "application/xhtml+xml".

## XHTML-Print
XHTML-Print publikovaný jako W3C doporučení v září 2006 je specializovaná verze XHTML Basic navržená pro tisk dokumentů ze zařízení používajících XML Basic na levných tiskárnách.